# Strażnica Straży Granicznej w Nowym Dworze
Strażnica Straży Granicznej w Nowym Dworze – nieistniejąca obecnie graniczna jednostka organizacyjna Straży Granicznej realizująca zadania bezpośrednio w ochronie granicy państwowej z Republiką Białoruską.

## Formowanie i zmiany organizacyjne
Strażnica Straży Granicznej w Nowym Dorze (Strażnica SG w Nowym Dworze) została utworzona 22 lutego 1997 roku w miejscowości Nowy Dwór, zarządzeniem Komendanta Głównego Straży Granicznej, w strukturach Podlaskiego Oddziału Straży Granicznej . Uroczystego otwarcia obiektu strażnicy dokonał Komendant Główny SG płk Andrzej Anklewicz.
W 2002 roku strażnica miała status strażnicy SG I kategorii.
Jako Strażnica Straży Granicznej w Nowym Dworze funkcjonowała do 23 sierpnia 2005 roku i 24 sierpnia 2005 roku, Ustawą z 22 kwietnia 2005 roku O zmianie ustawy o Straży Granicznej..., została przekształcona na Placówkę Straży Granicznej w Nowym Dworze (PSG w Nowym Dworze) w strukturach Podlaskiego Oddziału Straży Granicznej .

## Ochrona granicy
Od 22 lutego 1997 roku Strażnica SG w Nowym Dworze działała na terenie trzech gmin: Nowy Dwór, Dąbrowa Białostocka i Sidra.
W 2002 roku po stronie białoruskiej na długości 157 km ochraniał granicę Grodzieński Oddział Wojsk Pogranicznych.

### Wydarzenia
- 1994 – obiekt pod strażnicę pozyskano po byłej lecznicy weterynaryjnej[6].
- 1996 – grudzień, zakończono adaptację obiektu do potrzeb służbowych[6].
- 1999 – luty, strażnica otrzymała na wyposażenie samochody osobowo-terenowe Land Rower[7], motocykle marki KTM i czterokołowe typu TRX marki Honda[8].

### Sąsiednie graniczne jednostki organizacyjne
- Strażnica SG w Lipsku ⇔ Strażnica SG w Sokółce – 22.02.1997[6]
- Strażnica SG w Lipsku ⇔ Graniczna Placówka Kontrolna SG w Kuźnicy – 02.01.2003[1] .

## Komendanci strażnicy
- kpt. SG Albin Kożuchowski (22.02.1997[4][2]–21.04.1999[b][9])
- por. SG Miroslaw Malewicki (był w 2000)[10])
- Janusz Asanowicz (2001–23.08.2004[11]) – do przekształcenia[12].